# 野ばらの森の乙女たち
『野ばらの森の乙女たち』（のばらのもりのおとめたち）は、白沢まりもによる日本の漫画作品。

## 概要
『なかよし』にて、2010年7月号から2011年2月号まで連載された。その後『なかよし』増刊枠『なかよしラブリー』2011年春の号および同年夏の号に続編が掲載された。版元はいずれも講談社。
野薔薇の木が周囲を覆っている女子高校、音羽女学院高等部を舞台に、そこに集う少女達の愛憎劇を描いた。
これまでは原作付きかタイアップしか連載を任せてもらえなかった白沢にとっては、漫画家生活15年目にして初めてのオリジナル連載となった。

## 登場人物
西園寺 初美
主人公。音羽女学院高等部一年。素直でのんびりした性格。身長156cm、体重43kg。9月3日生まれのおとめ座。B型。髪が長い。
入学式の日に、段差に落ちそうになったところを泉に助けてもらい、次の日に泉と繭子のキスシーンを目撃した。
それ以来、泉と関わっていくうちに、どんどん泉に惹かれていくようになる。しかし、さくらの想いを知り、さくらと付き合うことを決める。

穂波　さくら
初美の幼馴染み。姉のような存在。まじめで優等生。
初美のことが好きだが、初美が泉に惹かれていることに気づき、初美のことを苦しい気持ちで見ている。

三条　泉
音羽女学院高等部2年。財閥の令嬢で、成績トップ。初美たちの西寮の寮長。
王子様のようなその美貌から、全校生徒に圧倒的な人気を誇っており、「音羽の華（ソーシャライツ）」と呼ばれる。
校庭で繭子とキスしていたが、繭子と付き合ってはいないらしい。また、初美に何かと気を使ったり優しくしたりしており、初美のことも気にかかっている様子。

白川　繭子
音羽女学院高等部2年。旧華族の出身で、世が世なら姫。西寮の副寮長。泉と同じく「音羽の華」と呼ばれる。
婚約者がいる。だが、泉のことが好きらしく、泉が気にかけている初美に、何かと邪魔をしている。

## 書誌情報
- 白沢まりも 『野ばらの森の乙女たち』 講談社〈講談社コミックスなかよし〉、既刊2巻（2011年3月4日現在）
  1. 2010年11月5日第1刷発行（同日発売[1]）、ISBN 978-4-06-364286-5
  2. 2011年3月4日第1刷発行（同日発売[1]）、ISBN 978-4-06-364298-8